# Cá tầm Sakhalin
Cá tầm Sakhalin (Acipenser mikadoi) là một loài cá thuộc họ Acipenseridae chỉ được tìm thấy tại Nhật Bản, Triều Tiên và Nga.

## Mô tả
Chúng là loài được tìm thấy ở khí hậu nhiệt đới, sống trong cả môi trường nước ngọt và nước mặn. Chiều dài tối đa của nó có thể đạt tới 150 cm. Vào mùa sinh sản, chúng đi từ các con sông ra biển. Trong tháng 4 và 5, chúng kiếm ăn tại các khu vực nước ngọt sau đó trở ra biển trong suốt mùa hè.
Loài này có màu xanh ô liu đậm với phần mặt trắng vàng. Do bị đánh bắt quá mức cùng tình trạng ô nhiễm môi trường khiến chúng mất môi trường sống nên loài này nằm trong danh sách các loài bị đe dọa ở mức cực kỳ nguy cấp.